# Kristina Reed
Kristina Reed é uma produtora de cinema estadunidense. Foi indicada ao Oscar de melhor curta-metragem de animação na edição de 2015 pela realização da obra Feast, ao lado de Patrick Osborne.

## Filmografia
- Zootopia (2016)
- Big Hero 6 (2014)
- Feast (2014)
- Frozen (2013)
- Paperman (2012)
- Tangled Ever After (2012)
- Tangled (2010)
- The Princess and the Frog (2009)
- Kung Fu Panda (2008)
- Shrek the Third (2007)
- Flushed Away (2006)
- Over the Hedge (2006)
- Madagascar (2005)
- Shark Tale (2004)
- Peter Pan (2003)

## Prêmios e indicações
- Venceu: Oscar de melhor curta-metragem de animação - Feast (2014)